# Jeff Wayne
Jeffrey (Jeff) Wayne (Queens, New York, 1 juli 1943) is een muzikant/zanger die het meest bekend is van zijn muzikale versie van The War of the Worlds van H.G. Wells. Ook heeft hij reclame-jingles geschreven die in het Verenigd Koninkrijk werden uitgezonden.

## Jeugd
Wayne werd geboren in Queens, New York. Zijn vader, Jerry Wayne, was een acteur, zanger en theaterproducer. Hij had veel invloed op zijn zoon, zo ontwikkelde Wayne door zijn vader zijn liefde voor muziek, zijn liefde voor tennis en introduceerde hij hem het boek The War of the Worlds van H.G. Wells. Wayne nam klassieke, en later, jazz pianoles en hij leerde tennissen van zijn vader. Hij spendeerde vier jaar van zijn kindertijd in het Verenigd Koninkrijk, nadat zijn vader een rol had gekregen in een theaterproductie op West End.
Vier jaar later, eenmaal terug in New York, haalde hij zijn diploma op de Stephen Halsey Jr. High School en ging daarna naar de Forest Hills High School voor een jaar, voor ze verhuisden naar Californië. Hij bezocht de Grant High School en studeerde daarna af aan Los Angeles Valley College met een graad in de journalistiek. In die tijd speelde hij in lokale bands en was hij tennisleraar. Na het behalen van zijn graad legde hij zich helemaal toe op de muziek.

## Carrière
In 1966 bood zijn vader hem de kans om de muziek te componeren van de musical Two Cities, gebaseerd op het boek A Tale of Two Cities van Charles Dickens. Na zijn terugkeer naar het Verenigd Koninkrijk werd hij producer en hielp David Essex bij het produceren van het album Rock On.
In 1978 kwam het album Jeff Wayne's Musical Version of The War of the Worlds uit. Dit werd een groot succes met de singles The Eve of the War en Forever Autumn (met de zang van Justin Hayward).
In 1992 werd het album Spartacus uitgegeven. Het was Jeff Waynes eerste grote album na The War of the Worlds.
In 1998 werd van het album (en niet van het boek) een game gemaakt. De titel van het spel was Jeff Wayne's The War of the Worlds.
In 2009 en 2010 bracht Wayne de musicalversie van zijn War of the World ten uitvoer in de Heineken Music Hall te Amsterdam. In 2012 werd de musical opgevoerd in Ahoy Rotterdam en op 16 december 2013 weer in de Heineken Music Hall.
Op 22 april 2025 werd War of the World uitgevoerd in Ahoy Rotterdam. Dit was de een-na-laatste voorstelling van een tour door Ierland, de VK, Nederland en Duitsland.

## Discografie
- Jeff Wayne's Musical Version of The War of the Worlds (1978)
- Highlights from Jeff Wayne's Musical Version of The War of the Worlds (1981)
- Jeff Wayne's Musical Version of Spartacus (1992)
- Jeff Wayne's Musical Version of The War of the Worlds – The New Generation (2012)

## NPO Radio 2 Top 2000
| Nummers met noteringen in de NPO Radio 2 Top 2000 | '99 | '00 | '01 | '02 | '03  | '04  | '05  | '06  | '07  | '08  | '09  | '10 | '11  | '12 | '13 | '14 | '15  | '16  | '17  | '18  | '19  | '20  | '21  | '22  | '23  | '24  |
| ------------------------------------------------- | --- | --- | --- | --- | ---- | ---- | ---- | ---- | ---- | ---- | ---- | --- | ---- | --- | --- | --- | ---- | ---- | ---- | ---- | ---- | ---- | ---- | ---- | ---- | ---- |
| Forever Autumn (met Justin Hayward)               | -   | -   | -   | -   | 1391 | 1233 | 1213 | 1189 | 1450 | 1374 | 1080 | 971 | 1179 | 758 | 689 | 800 | 1106 | 1579 | 1474 | 1605 | 1437 | 1637 | 1624 | 1655 | 1698 | 1517 |
| The Eve of the War (met Justin Hayward)           | 449 | 653 | 641 | 628 | 710  | 1088 | 1075 | 1244 | 1287 | 1048 | 1065 | 878 | 1172 | 640 | 646 | 729 | 990  | 1244 | 1379 | 1049 | 1099 | 1353 | 1379 | 1269 | 1315 | 867  |

1. ↑  Een '-' betekent dat het nummer niet was genoteerd en een vetgedrukt getal geeft de hoogste notering van een nummer aan.